# 나이아가라반도

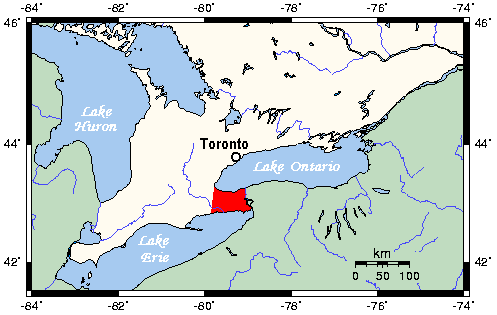
나이아가라반도

나이아가라반도는 캐나다 온타리오주 남서쪽에 위치한 지역이다. 북쪽으로 온타리오호, 동쪽으로 나이아가라강, 남쪽으로 이리호와 접한다. 나이아가라강과 나이아가라 폭포를 경계로 미국 뉴욕주와 국경을 맞대고 있다.

## 같이 보기
- 나이아가라 반도 포도주 양조장
- 나이아가라 폭포
- 나이아가라강
- 나이아가라 온 더 레이크
- 나이아가라 폴스
- 세인트캐서린스
- 웰랜드